# Герцог де Лавьёвиль
Герцог де Лавьёвиль (фр. duc de La Vieuville) — французский дворянский титул, принадлежавший представителям дома Лавьёвилей.

## История
Около 1595 года Генрих IV возвел землю Си (Sy) в ранг маркизата под названием Лавьёвиль для Робера де Лавьёвиля, барона де Рюгля и д'Арзийера, виконта де Фарбю в Артуа. Жалованной грамотой Людовика XIV, данной в декабре 1650, расположенные в Шампани баронии Ножан-л'Арто-сюр-Марн с зависившими от нее землями, (Сожери, Монтуарель, Ле-Пон и другие) и Сен-Морис-д'Абуа с ее зависимостями (Ла-Нуэль, Ле-Мениль-Юртье, и прочие) объединялись как зависящие от короля и Большой Луврской башни, и возводились в ранг герцогства-пэрии под названием Лавьёвиль для сына Робера маркиза Шарля I де Лавьёвиля.
Это пожалование не было зарегистрировано парламентом, поэтому в декабре 1651 была издана новая грамота о создании герцогства Лавьёвиль, а 26 декабоя 1651 дополнительно был выписан королевский патент, согласно которому, если при жизни маркиза де Лавьёвиля жалованная грамота не будет зарегистрирована, то его старший сын сможет пользоваться титулами герцога и пэра без необходимости подтверждать их новыми грамотами.
Шарль I де Лавьёвиль умер в 1653 году, его сын Шарль II де Лавьёвиль унаследовал титулы герцога и пэра, которыми пользовался до своей смерти в 1689 году, после чего герцогство Лавьёвиль было упразднено в соответствии с указанной оговоркой. Наследник Шарля II Рене-Франсуа (1652—1719) вновь титуловался маркизом де Лавьёвилем.